# جاكوب براج
جاكوب براج (بالإنجليزية: Jacob Bragg)‏ عداء أسترالي ولد في 15 مايو 2000 بدأ مسيرته المهنة في 24 نوفمبر 2013 يحمل حاليا الرقم القياسي سن واحد العالم يو 13 نصف الماراثون.